# Connie Hines
Constance Faith Hines (ur. 24 marca 1931 w Dedham w stanie Massachusetts, zm. 18 grudnia 2009 w Los Angeles) – amerykańska aktorka telewizyjna. Odtwórczyni roli Carol Post w sitcomie CBS Koń, który mówi (1961–1966).

## Życiorys
Urodziła się w Dedham w stanie Massachusetts, w hrabstwie Norfolk jako najmłodsza z czwórki dzieci i jedyna córka aktorki Violi Cecil i Johna Edwarda Hinesa, bostońskiego nauczyciela/trenera aktorstwa. Dorastała z trzema starszymi braćmi: Johnem Edwardem (1922–1988), Williamem Frederikiem (1924–2017) i Henrym Francisem (1928–2002). Jako dziecko wystąpiła w wielu spektaklach swojego ojca, w tym Życiu z ojcem, wcielając się w rolę Marii, z ojcem w roli tytułowej. Jako uczennica (rocznik 1948) w Dedham High School została wybrana najpopularniejszą dziewczyną w swojej klasie. Starała się bezskutecznie o rolę w przedstawieniu klas starszych.

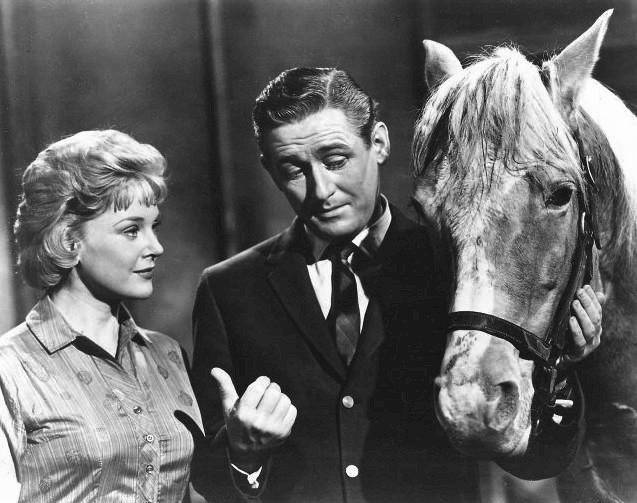
Connie Hines na planie serialu Koń, który mówi

3 lutego 1951 poślubiła agenta ubezpieczeniowego Arthura Bryla Higgsa i przeprowadziła się do Jacksonville na Florydzie. Pracowała tam jako modelka, aktorka radiowa i teatralna, prowadziła własne programy w WMBR-TV. Następnie dołączyła do spółki akcyjnej w Miami. Zanim się rozwiodła w sierpniu 1956, Hines wyjechała do Nowego Jorku, aby studiować w Helen Hayes Equity Group. Po przybyciu do Hollywood zaczęła grać rolę Cynthy Harkness w jednym z odcinków konsorcjalnego seryjnym westernie ABC Bronco. Pierwszą rolą filmową była postać Rene York w sensacyjnym dramacie sportowym Thunder in Carolina (1960) o wyścigach samochodowych u boku Rory’ego Calhouna. Od 4 stycznia 1961 do 6 lutego 1966 grała postać Carol, żony Wilbura Posta (Alan Young) w sitcomie CBS Koń, który mówi.
29 września 1970 zawarła związek małżeński z prawnikiem i producentem filmowym Lee Abrahamem Savinem, który zmarł w 1995.
Zmarła z powodu problemów z sercem w swoim domu w dzielnicy Beverly Hills, w Los Angeles.

## Filmografia
- 1960: Nietykalni jako Maybelle Maney
- 1961–1966: Koń, który mówi jako Carol Post
- 1969: Bonanza jako Hilda Cutter